# Setenta (SUD)
Setenta es un oficio dentro del Sacerdocio de Melquisedec, y se encuentra en varias denominaciones del movimiento de los Santos de los Últimos Días, incluyendo a La Iglesia de Jesucristo de los Santos de los Últimos Días. Normalmente aquel que sea llamado a tal oficio sirve como «ministro viajante» y como «testigo especial» de Jesucristo, siendo su responsabilidad la predicación del Evangelio al mundo entero bajo la dirección del Cuórum de los Doce Apóstoles. El oficio de Setenta está basado en lo mencionado en Lucas 10:1-2.

## Lugar jerárquico en los Santos de los Últimos Días
En términos prácticos, el oficio en el Sacerdocio de Setenta es uno de los cuales ha variado grandemente en la historia de la Iglesia. Originalmente, en 1830, el Profeta José Smith organizó a los setenta. En ese entonces fueron un cuerpo compuesto por varios quórumes separados de 70 miembros todos los cuales debían de tener una presidencia de siete presidentes. Estos presidente fueron escogidos del Primer Quórum de Setentas.
En La Iglesia de Jesucristo de los Santos de los Últimos Días, la denominación más prolífica de lo que es llamado el movimiento de los Santos de los Últimos Días, los quórumes de Setentas son dirigidos y supervisados jerárquicamente por el Quórum de los Doce Apóstoles, quienes a su vez son dirigidos por la Primera Presidencia. 
Como cuerpo, en La Iglesia de Jesucristo de los Santos de los Últimos Días son considerados en igual autoridad en el Sacerdocio al Quórum de los Doce apóstoles. Esto significa que en caso de que los Apóstoles sean muertos o incapacitados, los setenta podrían tomar la función de apóstol.